# Allemaal Familie (TROS)
Allemaal Familie was een programma waarin de stamboom en familieleden van bekende Nederlanders centraal stonden.
In het TROS-programma in de jaren negentig van de 20e eeuw stonden de onbekende familieleden van een bekende Nederlander centraal. Door middel van genealogisch onderzoek, aangestuurd door het Centraal Bureau voor Genealogie, werden alle verwanten via mannelijke lijn (de naamdragers) van een bekende Nederlander opgespoord en uitgenodigd in de studio.
In het eerste seizoen werd het programma gepresenteerd door Léonie Sazias, daarna door Victor Deconinck. Gasten waren onder meer Willeke van Ammelrooy, de tweeling René van de Kerkhof en Willy van de Kerkhof (met Gerard van de Kerkhof en Annie van Stiphout als bekende familieleden), de broers Bas van Toor en Aad van Toor, Pleuni Touw, Sylvia Kristel, Tineke Verburg, Danny de Munk, Tineke de Nooij, Kees Brusse, Erica Terpstra, Simone Kleinsma en de broers Ronald Koeman en Erwin Koeman.
Het programma werd opgenomen in de studio's in Hilversum.

## Trivia
- De aflevering met de best gevulde studio was die met de broers Van de Kerkhof, afkomstig uit een kinderrijke Brabantse katholieke familie. Deze aflevering werd opgenomen op 14 februari 1997 en uitgezonden in 1998. Het genealogisch onderzoek werd verricht door het Centraal Bureau voor Genealogie i.s.m. J. Hanssen te Baarlo en L.J. Keunen te Deurne.